# Usina Termelétrica Bracell
A Usina Termelétrica Bracell é uma usina de energia localizada no município de Lençóis Paulista, no estado de São Paulo.

## Histórico
A usina integra um complexo para a produção de celulose solúvel autossuficiente em energia, com capacidade de transferir excedentes de geração de energia ao Sistema Interligado Nacional (SIN).
Em maio de 2021, foi concluída a construção de uma subestação de energia SE 440kV (quilovolt), conectando a empresa à rede nacional, com um trecho aproximado de 4,5 km de linha de transmissão em circuito duplo.
Em setembro de 2021, a ANEEL autorizou o início dos testes de geração da usina.
A usina permite a exportação do excedente de 180 MW gerados no Projeto Star da Bracell, suficiente para o atendimento a 750 mil residências, ou cerca de três milhões de pessoas.
A termelétrica é a maior usina movida a biomassa do país.

## Capacidade energética
A UTE é composta por três três turbogeradores SST-600 operando em sistema de cogeração. A usina é formada pelas unidades geradorasː UG1, de 144,067 MW, UG2, de 137,94 MW, e UG3, de 127,3 MW, totalizando 409,307 MW.
O combustível utilizado pela usina são os resíduos da produção de celulose solúvel. O sistema de energia é da Siemens Energy, que forneceu os turbogeradores, uma subestação turnkey isolada a gás (GIS) de 440 kV e recursos para distribuição e gerenciamento energético da unidade industrial.